# واحه فیوم
واحه فیوم (انگلیسی: Faiyum Oasis)، فرورفتگی یا آبگیری در غرب رود نیل در ۶۲ مایلی جنوب قاهره در کشور مصر است. این واحه مساحتی میان ۱۲۷۰ کیلومتر مربع و ۱۷۰۰ کیلومتر مربع دارد. آب این واحه از طریق کانال جانبی رود نیل تامین می‌شود. این واحه در سال ۱۹۹۴ از سوی کشور مصر به عنوان میراث جهانی به فهرست آزمایشی این کشور افزوده شد. این نامزدی شامل هشت سایت است، از جمله کوم آوشیم (کارانیس)، دیمای (سوکنوپایو نسوس، تصویر شده)، قصر قارون (دیونیسیا)، بطن احریت (تئودفیلیا)، و بیاهما-فیوم.